# Campeonato Sul-Americano de Rugby de 2007
O Campeonato Sul-Americano de Rugby de 2007 foi a XXIX edição deste torneio.

A divisão maior (Sul-Americano "A") foi realizada em vários locais, participaram as seleçãos de Argentina, Uruguai e Chile. O jogo Uruguai-Argentina, foi adiado o 31 de maio 2008.

A vencedora foi a Seleção Argentina.
A divisão mais baixa (Sul-Americano "B") foi realizada em Lima (Peru), com a participação das seleçãos de Brasil, Colômbia, Peru e Seleção Venezuelana.

A vencedora foi a Seleção Brasileira.

## Divisão A
| 25 de Agosto de 2007 |         |         |          |
| Chile                | 34 - 35 | Uruguai | Santiago |
|                      |         |         | Santiago |

| 15 de Dezembro de 2007 |        |       |                      |
| Argentina              | 26 - 0 | Chile | San Juan (Argentina) |
|                        |        |       | San Juan (Argentina) |

| 31 de Maio de 2008 |         |           |            |
| Uruguai            | 43 - 15 | Argentina | Montevideu |
|                    |         |           | Montevideu |

### Classificação
| Seleção   | Vitórias | Empates | Derrotas | Pontos a favor | Pontos contra | Pontos +/- | Pontos |
| --------- | -------- | ------- | -------- | -------------- | ------------- | ---------- | ------ |
| Argentina | 2        | 0       | 0        | 69             | 15            | +54        | 6      |
| Uruguai   | 1        | 0       | 1        | 50             | 77            | -27        | 4      |
| Chile     | 0        | 0       | 2        | 34             | 61            | -27        | 2      |

Pontuação: Vitória = 3, Empate = 2, Derrota = 1 

## Campeão
| Campeonato Sul-Americano de Rugby 2007 |
| -------------------------------------- |
| ARGENTINA Campeã (28º título)          |

## Divisão B
| 4 de Novembro de 2007 |         |           |      |
| Colômbia              | 33 - 13 | Venezuela | Lima |
|                       |         |           | Lima |

| 4 de Novembro de 2007 |         |        |      |
| Peru                  | 12 - 24 | Brasil | Lima |
|                       |         |        | Lima |

| 7 de Novembro de 2007 |        |           |      |
| Brasil                | 49 - 7 | Venezuela | Lima |
|                       |        |           | Lima |

| 7 de Novembro de 2007 |        |          |      |
| Peru                  | 13 - 9 | Colômbia | Lima |
|                       |        |          | Lima |

| 10 de Novembro de 2007 |       |          |      |
| Brasil                 | 43- 3 | Colômbia | Lima |
|                        |       |          | Lima |

| 10 de Novembro de 2007 |        |           |      |
| Peru                   | 24 - 8 | Venezuela | Lima |
|                        |        |           | Lima |

### Classificação
| Seleção   | Vitórias | Empates | Derrotas | Pontos a favor | Pontos contra | Pontos +/- | Pontos |
| --------- | -------- | ------- | -------- | -------------- | ------------- | ---------- | ------ |
| Brasil    | 3        | 0       | 0        | 116            | 23            | +93        | 9      |
| Peru      | 2        | 0       | 1        | 49             | 41            | +8         | 7      |
| Colômbia  | 1        | 0       | 2        | 46             | 69            | -23        | 5      |
| Venezuela | 0        | 0       | 3        | 28             | 106           | -78        | 3      |

Pontuação: Vitória = 3, Empate = 2, Derrota = 1 

## Campeão Divisão B
| Campeonato Sul-Americano de Rugby 2007 Divisão B |
| ------------------------------------------------ |
| BRASIL Campeão (5º título)                       |